# Juan Diego Cuauhtlatoatzin

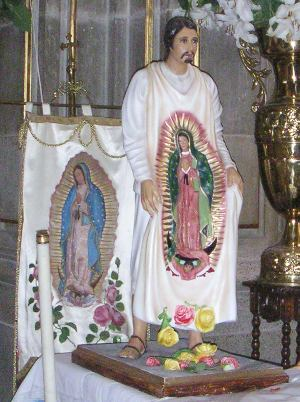
Juan Diego

Juan Diego Cuauhtlatoatzin (1474 - 30 mei 1548) is een heilige in de Rooms-Katholieke Kerk.
Hij werd geboren als Cuauhtlatoatzin, "hij die spreekt als een adelaar", in Cuautitlán, een stad in het Azteekse rijk. Hij was een getalenteerd lid van het Chichimecavolk, een van de cultureel meer ontwikkelde groepen van de Anáhuac vallei. Hij bekeerde zich, na de komst van de Spanjaarden in 1524 of 1525 tot het christendom en werd gedoopt door een Franciscaanse pater, Peter van Gent, een van de eerste Franciscaanse missionarissen. Op 12 december 1531 zou de maagd Maria aan hem zijn verschenen, die hem in het Nahuatl gebood een kerk te bouwen. Maria is onder deze naam, Onze lieve vrouw van Guadalupe, uitgegroeid tot beschermheilige van Mexico en geheel Latijns-Amerika. Met verlof van de bisschop, leefde Juan Diego de rest van zijn leven als een kluizenaar in een kleine hut naast de kapel waar de wonderbare afbeelding werd bewaard voor verering. Hier zorgde hij voor de kerk en de pelgrims die kwamen bidden bij de Moeder van God. Hij stierf in 1548 en werd begraven in de eerste kapel die aan de Maagd van Guadalupe was toegewijd. Ook Juan Diego werd als heilige vereerd, maar dat werd niet meteen officieel erkend door de katholieke kerk. Pas in 1990 werd hij na gedegen onderzoek en een wonder zalig verklaard. Daarna is er nog een wonder gebeurd dat aan hem werd toegeschreven, zodat hij op 31 juli 2002 uiteindelijk in Mexico-Stad heilig verklaard kon worden door paus Johannes Paulus II. Voor die gelegenheid las de paus een mis in het Nahuatl. De nieuwe heilige wordt herdacht op 9 december.
Wetenschappers zijn de laatste jaren gaan twijfelen of Juan Diego wel echt bestaan heeft. De eerste verwijzing naar hem komt uit 1648, meer dan honderd jaar na de Mariaverschijning, en de verschijning werd pas in 1666 door de kerk erkend. In 1996 zei Guillermo Schulenburg, de rector van de basiliek van Guadalupe, dat naar zijn mening Juan Diego alleen symbolisch, en niet historisch bestaan heeft. De commotie die hierdoor ontstond was zo groot, dat hij werd gedwongen af te treden. Veel indiaanse katholieken zien de ontkenning van het bestaan van 'hun' Juan Diego als racisme. Het Vaticaan heeft na gedegen onderzoek geconcludeerd dat hij echt bestaan heeft.